# 杏花 (女優)
杏花（きょうか、1999年8月30日 - ）は、日本の女優。旧芸名は柴田 杏花（しばた きょうか）。
東京都出身。スターダストプロモーション制作3部所属。

## 来歴
3歳から高校2年までバレエに熱中し、2年ほど競技を離れていたが、現在は趣味として再開した。音楽大学で声楽やピアノを学び、卒業。
2007年、『名探偵コナンドラマスペシャル 「工藤新一の復活! 黒の組織との対決」』でデビュー。
2009年、雑誌『りぼん』のりぼんガール準グランプリを受賞。
2011年、連続テレビ小説『おひさま』でNHK朝ドラ初出演。
2014年、『瀬戸内海賊物語』で1,027名のオーディションを勝ち抜き、映画初主演を飾る。
2020年8月30日、心機一転しようと芸名を杏花に改名。
2022年、『グッドバイ、バッドマガジンズ』で 再び映画主演を飾る。
2023年10月期フジテレビ系木曜劇場『いちばんすきな花』に出演し、同ドラマの役で10月31日から11月4日まで2023JリーグYBCルヴァンカップ決勝とのコラボレーション企画として放送されたミニドラマ『この秋、僕は恋をした』で駒木根葵汰とダブル主演を務め、テレビドラマ初主演を果たす。
第76回カンヌ国際映画祭ACID部門に正式出品された光石研主演の映画『逃げきれた夢』に 佐藤悦子 役で出演。
2024年1月期カンテレ・フジテレビ系　新・月10ドラマ 『春になったら』矢萩亜弥 役で初の妊出産シーンを熱演する。
2024年、Netflix映画『余命一年の僕が、余命半年の君と出会った話。』 - 藤本絵里 役
2024年 7月期 フジテレビ系月9ドラマ 『海のはじまり』で有村架純の後輩・三谷彩子役でレギュラー出演し話題に。
2024年、映画『オアシス』木村アンナ 役で初アクションに挑戦し存在感を残す。

## 出演

### テレビドラマ
- 名探偵コナンドラマスペシャル 「工藤新一の復活! 黒の組織との対決」（2007年2月17日、読売テレビ） - 灰原哀 役[注 1]
- 1ポンドの福音 第5話・第6話・第9話（2008年2月9日・16日・3月8日、日本テレビ） - 子供2 役[注 2]
- ケータイ捜査官7 第14話（2008年7月16日、テレビ東京） - 村岡ケイコ 役
- 星新一ショートショート 「地球から来た男」（2008年7月28日、NHK）
- Tomorrow〜陽はまたのぼる〜 第9話（2008年8月31日、TBS） - 遠藤紗綾（幼少期） 役
- 朝食亭（2009年2月28日、WOWOW） - 高見美沙子（幼少期） 役
- 白洲次郎（2009年2月28日 - 9月23日、NHK） - 白洲桂子 役
- 怨み屋本舗 REBOOT 第2話・第3話・第5話・第9話 - 第13話（2009年7月10日・17日・31日・8月28日 - 9月25日、テレビ東京） - 星影静香（幼少期） 役[注 3]
- 水戸黄門 第40部 第1話（2009年7月27日、TBS） - お千代（幼少期） 役
- JIN-仁- 第4話・第5話（2009年11月1日・8日、TBS） - 野風（幼少期） 役
- 所轄刑事5（2010年1月22日、フジテレビ） - 真鍋由美子（小学生） 役
- ハガネの女（2010年5月21日 - 7月2日、テレビ朝日） - 琴平れもん 役
  - ハガネの女 season2 第1話・第2話・第9話（2011年4月21日・28日・6月16日）
- 検事・鬼島平八郎 第6話（2010年11月26日、朝日放送 / テレビ朝日） - 大橋絵里 役
- 連続テレビ小説（NHK）
  - おひさま 第7週 - 第11週（2011年5月16日 - 6月14日） - みどり 役
  - ちむどんどん 第3週（2022年4月26日 - 29日） - 仲村英子 役
- DOCTORS 最強の名医 第6話（2011年12月1日、テレビ朝日） - 浜岡菜緒 役
- 贖罪（2012年1月8日 - 2月5日、WOWOW） - 小川由佳（15年前） 役
- ドクロゲキ2 後味の悪いサスペンス 「隠す。」（2012年6月9日、フジテレビ）
- レディ・ジョーカー（2013年3月3日 - 4月14日、WOWOW） - 布川さち 役
- コドモ警視 第7話（2013年3月5日、MBS） - 白沢美緒 役
- 幽かな彼女（2013年4月9日 - 6月18日、関西テレビ） - 葉山風 役
- 救命病棟24時 第5シリーズ 第1話（2013年7月9日、フジテレビ） - れい 役
- 月に祈るピエロ（2013年10月5日、CBC） - 戸伏航の娘 役
- ダークシステム 恋の王座決定戦 最終話（2014年3月24日、TBS） - 石川トキ 役
- びったれ!!! 第8話（2014年3月4日、テレビ神奈川他） - 伊武清美（少女期） 役
- その男、意識高い系。 第4話・第5話・第7話（2015年3月24日・31日・4月14日、NHK BSプレミアム） - 一条リズ 役
- 新 法廷荒らし 猪狩文助〜終の棲家〜（2015年3月16日、TBS） - 香原真咲 役
- ヤメゴク〜ヤクザやめて頂きます〜 第1話・第2話（2015年4月16日・23日、TBS） - 倉持香音 役
- タラメ古物商 第一話「したまゆ」・第二話「はなじごく」（2015年6月15日・22日、NHK Eテレ） - 栞 役
- 表参道高校合唱部!（2015年7月17日 - 9月25日、TBS） - 桐星成実 役
- 立花登青春手控え 第4回（2016年6月3日、NHK BSプレミアム） - 小沼千加 役
- 刑事一徹（2016年7月23日、テレビ朝日） - 丹下千加 役
- 咲-Saki- 第3局・第4局（2016年12月19日・26日、MBS） - 国広一 役
  - 咲-Saki- 特別編（2017年1月9日）
- FINAL CUT 第3話（2018年1月23日、関西テレビ） - 佐久間琴乃 役
- 絶対零度 〜未然犯罪潜入捜査〜 第3話（2018年7月23日、フジテレビ） - 若槻真帆 役
- さくらの親子丼2（2018年12月1日 - 2019年1月26日、東海テレビ） - 井口茜 役[5][6][7][8][9]
- I"s 第1話 - 第6話・最終話（2018年12月21日 - 2019年1月25日・4月26日、BSスカパー!） - ヒロイン・秋葉いつき 役（白石聖・萩原みのり・加藤小夏とのカルテットヒロイン）[10][11]
- そして、ユリコは一人になった（2020年3月6日 - 4月24日、関西テレビ） - 岼子美咲 役[12]
- いいね!光源氏くん（2020年4月4日 - 5月23日、NHK総合） - 橘広美 役
  - いいね!光源氏くん し～ずん2（2021年6月7日 - 28日）
- 刑事7人 シーズン6 第5話（2020年9月2日、テレビ朝日） - 神保佐知江 役
- 警視庁ゼロ係〜生活安全課なんでも相談室〜 SEASON5 第4話（2021年5月21日、テレビ東京） - 手塚ももこ 役
- めざましドラマ「めぐる。」（2021年12月6日 - 12月17日、フジテレビ） - 和田夏子 役[13]
- 何かおかしい 第3話（2022年6月15日、テレビ東京）- マンモス 役[14]
- 階段下のゴッホ 第4話（2022年10月12日、TBS） - 橘小夜子 役
- ザ・トラベルナース 第7話（2022年12月1日、テレビ朝日） - 島川なぎさ 役
- silent 第10話（2022年12月15日、フジテレビ） - 同僚 役
- 探偵ロマンス（2023年1月21日 - 2月11日、NHK総合）- 廻戸早苗 役
- 私小説 -発達障がいのボクが純愛小説家になれた理由- 後編（2023年4月8日、テレビ朝日）- 伊佐山優美（高校生時代） 役
- いちばんすきな花（2023年10月12日 - 12月21日、フジテレビ） - 三谷彩子 役
- この秋、僕は恋をした（2023年10月31日 - 11月4日、フジテレビ） - 三谷彩子 役[4]
- 春になったら（2024年1月15日 - 3月25日、関西テレビ・フジテレビ） - 矢萩亜弥 役[15]
- 海のはじまり（2024年7月1日 - 9月23日、フジテレビ） - 三谷彩子 役
- 年下彼氏2 episode11「プライベートレッスン」（2024年11月17日、朝日放送） - ヒロイン・ナナミ 役[16]
- ホットスポット 第5話・第8話 - 最終話（2025年2月9日・3月2日 - 16日、日本テレビ） - 雨宮栞 役[17]
- 人事の人見 最終話（2025年5月27日、フジテレビ） - 茅原葵 役
- じゃあ、あんたが作ってみろよ（2025年10月〈予定〉 - 、TBS） - 南川あみな 役[18]

### 配信ドラマ
- 息をひそめて 第7話・第8話（2021年4月23日、Hulu） - 井野美音 役
- 未来世紀SHIBUYA 第2話（2021年11月26日、Hulu） - ツバサ 役
- きいてください、最後の曲です（2022年2月17日 - 3月17日、全5話、ahamo公式YouTubeチャンネル） - 小暮乃亜 役[19]
- 自由が丘商店街PRムービー『女神の街』（2022年8月5日、YouTube）
- いちばんすきな花-みんなのほんね- 第2話「価値観」（2023年12月5日、FOD） - 三谷彩子 役[20]
- おっちゃんキッチン 第1話「新入社員の愚痴」（2024年9月6日 - 、TVer） - 新入社員・美咲 役[21]

### バラエティ
- 痛快TV スカッとジャパン「出しゃばり熱血パパ」（2017年1月16日、フジテレビ） - 中野依里 役

### 映画
- シグナル〜月曜日のルカ〜（2012年6月9日） - 杉本流花（幼少期） 役
- 瀬戸内海賊物語（2014年5月31日） - 主演・村上楓 / 村上景親 役
- アオハライド（2014年12月13日） - 中一の成海唯 役
- くちびるに歌を（2015年2月28日） - 辻エリ 役[1]
- 迷宮カフェ（2015年3月7日） - マリコ（少女時代） 役[22]
- 4/猫-ねこぶんのよん- ひかりと嘘のはなし（2015年12月12日） - ひかり 役[23]
- 光と禿（2016年8月21日） - 美夏 役[24]
- 咲-Saki-（2017年2月3日） - 国広一 役
- ピンカートンに会いにいく（2018年1月20日） - 藤塚美紀（アイドル時代） 役[25]
- 野球部員、演劇の舞台に立つ!（2018年2月24日） - 中園美緒 役
- 僕に、会いたかった（2019年5月10日） - 横山愛美 役[26]
- 小説の神様 君としか描けない物語（2020年10月2日） - 成瀬綾乃 役[27]
- 死刑にいたる病（2022年5月6日） - ミツハ（女子高生A） 役
- グッドバイ、バッドマガジンズ（2022年10月28日） - 主演・森詩織 役[28]
- 逃げきれた夢（2023年6月9日） - 佐藤悦子 役[29]
- 余命一年の僕が、余命半年の君と出会った話。（2024年6月27日、Netflix） - 藤本絵里 役[30]
- オアシス（2024年11月15日） - 木村アンナ 役[31]
- 鬼ベラシ（2025年6月13日）[32]

### 舞台
- CHANCE2007（2007年4月14日 - 15日、セシオン杉並ホール） - 麻衣 役[注 4]
- パルク〜知られざる河童伝説の謎〜（2007年8月28日 - 29日、東京芸術劇場）[注 4]
- ドリーミング（2009年10月10日 - 11月23日、四季劇場［秋］） - 未来の子どもたち（ポリーヌ、鼻風邪） / 子どもアンサンブル 役[注 5]

### CM
- セコム ホーム・セキュリティ「番犬と呼ばないで篇」（2007年8月30日 - 2008年3月）
- 守谷マンション 企業（2007年 - 2008年）[注 6]
- 丸美屋 釜飯の素（2008年1月15日 - 2013年2月）
- 日本マクドナルド ハッピーセット「ポケモンバトリオゼロ」（2009年1月25日 - 2月25日）
- コナミデジタルエンタテインメント「夢色パティシエールマイスイーツカード」（2009年10月4日 - 2010年3月）
- HONDA ワゴン車（2009年10月9日 - 2012年10月）[注 7]
- 東日本電信電話 フレッツテレビ（2010年3月 - 2010年9月）
- ベネッセコーポレーション 得点力学習DS（2012年12月 - ）
- 米久 御殿場高原あらびきポーク「電話 娘編」（2013年11月 - ）
- 江崎グリコ株式会社 ポッキーチョコレート「わかちあう旅」篇（2015年4月7日 - ）
- フジテレbe with you「フルタチさん」篇（2016年11月3日 - ）

### MV
- サンボマスター「できっこないをやらなくちゃ」（2010年2月24日）
- 上野優華「Diamond days〜ココロノツバサ〜」（2014年4月23日）
- シクラメン「こころ」（2016年3月4日）[注 8]
- さくらしめじ「スタートダッシュ」（2018年3月20日 - ） - キョンちゃん 役[33]

### WEBムービー
- ロッテ「Choco-motion TV」（2013年4月 - 2014年4月）

### DVD
- 聲の形（2015年6月） - 主演・西宮硝子 役[34]

## 書籍

### 雑誌
- りぼん（2009年4月号 - 、集英社）
- NEXTGIRL図鑑 2019（2018年11月19日、玄光社）ISBN 978-4768311189[35]